# Cosmorhoe costimacula
Cosmorhoe costimacula là một loài bướm đêm trong họ Geometridae.